# Vršački Ritovi
Vršački Ritovi (cyr. Вршачки Ритови) – wieś w Serbii, w Wojwodinie, w okręgu południowobanackim, w mieście Vršac. W 2011 roku liczyła 37 mieszkańców.